# Aconitum nielamuense
Aconitum nielamuense är en ranunkelväxtart som beskrevs av Wen Tsai Wang. Aconitum nielamuense ingår i släktet stormhattar, och familjen ranunkelväxter. Inga underarter finns listade i Catalogue of Life.